# Alacarte
Alacarte (раніше відомий як Simple Menu Editor for GNOME або SMEG) — редактор стартового меню для робочого середовища GNOME. Починаючи з GNOME версії 2.16 Alacarte офіційно є її частиною. Розповсюджується вільно на умовах GNU General Public License.
Меню «Places» тепер недоступне для редагування з Alacarte. Це меню можна редагувати чимось на кшталт: $gedit ~/.gtk-bookmarks, або використовувати gconf-editor (наприклад /system/storage/drives/_org_freedesktop_…/mount_options).